# Janicke Askevold
 (mai 2014).
Si vous disposez d'ouvrages ou d'articles de référence ou si vous connaissez des sites web de qualité traitant du thème abordé ici, merci de compléter l'article en donnant les références utiles à sa vérifiabilité et en les liant à la section « Notes et références ».
Janicke Askevold, née à Bærum en Norvège, est une réalisatrice et actrice norvégienne, basé à Paris.

## Biographie
Janicke Askevold est née à Bærum, dans la banlieue d'Oslo, en Norvège. Depuis ses 19 ans elle a voyagé le monde en tant que mannequin pendant plusieurs années, entre Paris, New York, Londres, Milan et Los Angeles. Ensuite elle s'est installée à Paris pour suivre une école de théâtre. 

## Carrière
Janicke Askevold est une actrice et réalisatrice norvégienne basé à Paris. Après 3 ans d'études de théâtre à Paris elle a suivi une carrière entre le théâtre et le cinéma. Après une apparition dans Un chat un chat de Sophie Fillières et La Mer à boire de Jacques Maillot, elle décroche en 2011 son premier grand rôle de la finlandaise Sofia Kiukkonen, la fiancée de Claude François, dans Cloclo de Florent Emilio Siri. Après plusieurs rôles dans des films et des pièces de théâtre à Paris elle décroche son premier rôle principal féminin dans le film chinois China Salesman. Elle a passé 5 mois à Pékin et Mongolie Intérieure pour le tournage. 
Janicke est ensuite passée derrière la caméra et a réalisé en 2019 le court métrage Le Contrat avec Antoine Duléry et Pauline Lefèvre. L'été 2020 Elle a réalisé son premier long métrage, une comédie dramatique nommée Together Alone. La sortie est prévue courant 2021.

## Filmographie

### Cinéma

#### Actrice
- 2009 : Un chat un chat de Sophie Fillières : Bélinda
- 2012 : La Mer à boire de Jacques Maillot
- 2012 : Cloclo de Florent Emilio Siri : Sofia
- 2017 : China salesman de Tan Bing : Suzanna

#### Réalisatrice
- 2021 : Together Alone
- 2025 : Solomamma (en)

### Télévision (séries et téléfilms)
- 2017 : Coup de foudre à Noël, de Arnauld Mercadier : anna